# Белякина, Дарья Васильевна
Да́рья Васи́льевна Беля́кина (род. 16 ноября 1986, Ташкент, Узбекская ССР) — российская пловчиха, мастер спорта международного класса. Воспитанница СДЮШОР «Олимпиец» (Рязань). Тренер — Василий Белякин. В национальной сборной с 2000 года. Член олимпийской сборной команды России по плаванию на Олимпиаде в Пекине и Лондоне. Представляет Московскую область.

## Спортивные достижения
Серебряный призёр Чемпионата Европы по водным видам спорта 2008 года в составе эстафеты 4 по 100 м. Бронзовый призёр чемпионатов Европы на короткой воде на дистанциях 200 м комплексным плаванием (Триест 2005) и 200 м кролем (Риека 2008). Победитель и призёр этапов Кубка мира 2005—2007 гг. Чемпион России 2007 года на дистанциях 200 и 400 м кролем. Многократный призёр чемпионатов России 2007, 2010 гг.
На Олимпиаде в Пекине участвовала в трёх дисциплинах:
- 200 м кролем — 20-е место, 1:59.72
- 400 м кролем — 28-е место, 4:16.21
- Эстафета 4×100 кролем — 12-е место, 3:42.52 — рекорд России.

## Награды
- Почётная грамота Президента Российской Федерации (19 июля 2013 года) — за высокие спортивные достижения на XXVII Всемирной летней универсиаде 2013 года в городе Казани[6]